# بارديللو
بارديللو هي بلدة وكومونا (بلدية) تقع في مقاطعة فاريزي ، في منطقة لومباردي بشمال إيطاليا .